# イーチニャ連隊

連隊の紋章。キリストの誕生を表す十字架と星。

イーチニャ連隊（ウクライナ語：Ічнянський полк）は、17世紀半ばに左岸ウクライナに位置したコサックの連隊の一つ。コサック国家の軍事・行政単位。イーチニャ連隊区とも。連隊庁所在地はイーチニャ町（1648年－1649年）。連隊名はイーチニャに由来する。2つの百人隊で構成された。連隊長はクリミア・タタール系のコサック、ボフダン・フメリニツキーの側近フィローン・ジャラリーイであった。1649年に廃止され、プルィルークィ連隊に併合された。